# Pisang
Pisang (nepalski: पिसाङ) – gaun wikas samiti w zachodniej części Nepalu w strefie Gandaki w dystrykcie Manang. Według nepalskiego spisu powszechnego z 2011 roku liczył on 105 gospodarstw domowych i 307 mieszkańców (148 kobiet i 159 mężczyzn).